# Olle Inganäs
Olle Inganäs (* 27. Dezember 1951) ist ein schwedischer Physiker und Professor für Biomolekulare und Organische Elektronik an der Universität Linköping.

## Karriere
Inganäs promovierte 1984 an der Universität Linköping zum Thema Photoelectrochemistry and electronic properties of some organic solids.
Seine Forschungsinteressen liegen in der Polymer-Optoelektronik und Bioelektronik, der Physik konjugierter Polymere und der Polymerelektrochemie.
Inganäs ist seit 2006 Mitglied der Königlich Schwedischen Akademie der Wissenschaften. Außerdem war er Mitglied des Nobelkomitees für Physik.

### Positionen
Inganäs ist der Ansicht, der Alfred-Nobel-Gedächtnispreis für Wirtschaftswissenschaften solle nicht gemeinsam mit den fünf von Alfred Nobel gestifteten Nobelpreisen verliehen werden, da Wirtschaftswissenschaften keine exakten Wissenschaften seien.